# Lithostygnus
Lithostygnus is een geslacht van kevers uit de familie schimmelkevers (Latridiidae). De wetenschappelijke naam werd in 1886 voorgesteld door Thomas Broun.

## Soorten
Deze lijst is niet compleet.
- Lithostygnus costatus Broun, 1886
- Lithostygnus cuneiceps Broun, 1914
- Lithostygnus minor Broun, 1893
- Lithostygnus serripennis Broun, 1914
- Lithostygnus sinuosus (Belon, 1884)